# Francisco Domingo Barbosa Da Silveira
Francisco Domingo Barbosa Da Silveira (Tambores, Uruguay; 26 de marzo de 1944-Madrid, España, 17 de junio de 2015) fue un clérigo uruguayo de la Iglesia católica. Era conocido popularmente como Padre Pancho.

## Biografía

### Formación
Tras la escuela, estudió Teología católica en el Seminario Menor de Florida y más tarde en el Seminario Mayor de Entre Ríos y en el Seminario Mayor Interdiocesano Cristo Rey, de Montevideo. 

### Sacerdocio
Fue ordenado sacerdote el 17 de junio de 1972 para la diócesis de Salto. De 1972 a 1982 fue vicario de la parroquia catedral de Salto, realizando posteriormente un curso de Actualización Pastoral en Medellín (Colombia). De 1983 a 1987 trabajó en la parroquia Sagrado Corazón de Young, en Río Negro. Seguidamente, hasta 1998, fue párroco de Santa Rosa del Cuareim de Bella Unión (Artigas), tras lo que realizó un curso de Formación Permanente para Sacerdotes en la Universidad Pontificia de Salamanca (España). Durante su tiempo de párroco en Bella Unión, se convirtió en integrante del equipo coordinador de los encuentros de las diócesis de frontera entre Argentina, Brasil y Uruguay. De 1999 a 2004 fue vicario pastoral de la Diócesis de Salto, administrador de la parroquia de la Inmaculada Concepción en Tambores y desde 2003 párroco de la Iglesia Sagrado Corazón de Jesús, en Paysandú.

### Episcopado
El 6 de marzo de 2004 el papa Juan Pablo II lo nombró obispo de Minas y el 8 de mayo de 2004 fue ordenado por el arzobispo Janusz Bolonek. En la Conferencia Episcopal del Uruguay (CEU) fue elegido Coordinador Nacional de la Pastoral de la Iglesia Católica del Uruguay.
Barbosa también fue autor del libro Manual de Catequesis Rural y contribuyó con algunos ensayos al segundo volumen de Diócesis de Salto. Año Centenario 1897-1998.

## Escándalo
Barbosa fue chantajeado por dos presos uruguayos por actos homosexuales, a los que denunció posteriormente. Según fuentes policiales, los presos fueron contratados para realizar trabajos en el obispado. En diciembre de 2008, tras una cena, el obispo habría mantenido relaciones sexuales con los presos, acto que fue grabado con un teléfono móvil. La grabación habría sido empleada posteriormente para chantajear al obispo. El 1 de julio de 2009 el papa Benedicto XVI aceptó la renuncia del obispo de sus funciones de acuerdo con el artículo 401,2 del Código de Derecho Canónico, que dice «Se ruega encarecidamente al Obispo diocesano que presente la renuncia de su oficio si por enfermedad u otra causa grave quedase disminuida su capacidad para desempeñarlo». Ante la vacante fue nombrado como Administrador Apostólico Rodolfo Wirz, obispo de Maldonado - Punta del Este. El 16 de octubre de 2010 el papa Benedicto XVI nombró obispo de Minas a Jaime Rafael Fuentes.

## Últimos años
Tras el escándalo sexual en Uruguay, Barbosa Da Silveira se trasladó a España y colaboró con la parroquia de la Asunción de Nuestra Señora del barrio madrileño de Aravaca.